# Håvard Bentdal Ingvaldsen
Håvard Bentdal Ingvaldsen (21 de setembro de 2002) é um desportista norueguês que compete no atletismo, especialista nas corridas de velocidade. Nos Jogos Europeus de 2023 conseguiu uma medalha de ouro na prova de 400 m.

## Palmarés internacional
| Jogos Europeus | Jogos Europeus | Jogos Europeus  | Jogos Europeus |
| Ano            | Lugar          | Medalha         | Prova          |
| -------------- | -------------- | --------------- | -------------- |
| 2023           | Chorzów        | Medalha de ouro | 400 m          |